# Восток — 2018
Восток-2018 — масштабные общевойсковые учения Вооружённых сил Российской Федерации на территории Восточного военного округа, проходившие с 11 по 17 сентября 2018 года. Манёвры стали самым крупным мероприятием подготовки войск в истории российской армии с 1981 года.

## Подготовка

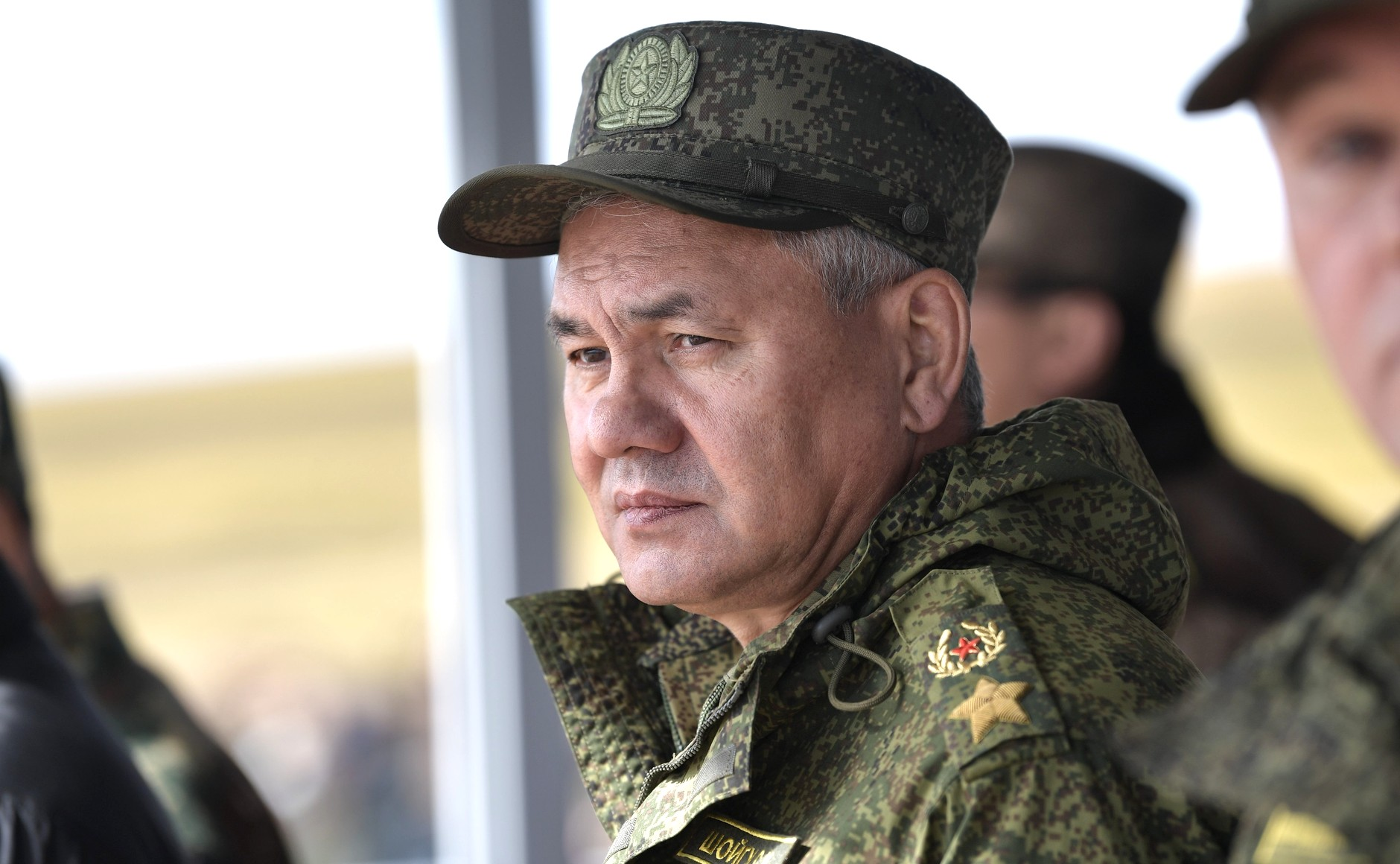
Министр обороны России Сергей Шойгу наблюдает за ходом манёвров в Забайкальском крае

Манёврам Восток-2018 предшествовал весь цикл подготовительных мероприятий — внезапные проверки и командно-штабные тренировки. В середине августа была проведена внезапная проверка Северного флота, а в конце месяца — Центрального и Восточного военных округов. Кроме того, проведены 16 учений по видам всестороннего обеспечения, в том числе по разведке, радиоэлектронной борьбе, маскировке, морально-психологическому, материально-техническому обеспечению и других. К специальным учениям привлекались все соединения, воинские части и подразделения, выполняющие задачи по всестороннему обеспечению войск. В рамках подготовки к манёврам «Восток-2018» проведены мероприятия с практической поставкой мобилизационных ресурсов. Отмобилизовано 21 формирование в 10 субъектах Российской Федерации, несколько тысяч граждан призвано из запаса. В Южном и Центральном военных округах сформированы подразделения территориальных войск, которые были переброшены военно-транспортной авиацией в Восточный военный округ для выполнения учебно-боевых задач.
В целях обеспечения действий войск (сил) в максимально приближенных к боевым условиях на полигоне «Цугол» в Забайкальском крае специалистами боевой подготовки создана сверхсложная мишенная обстановка. Всего для отображения тактической обстановки на полигоне подготовлено 15 рубежей целей, 8 районов целей для авиации и 19 районов целей для ракетных войск и артиллерии. Для повышения реалистичности целей выставлено 212 бронеобъектов, более 2800 мишеней, из них 1200 тяжелых, которые максимально отображают объекты, образцы вооружения и военной техники условного противника. Пространственный размах созданной мишенной обстановки для обозначения действий условного противника (протяженностью по фронту до 8 километров и в глубину до 24 километров) позволяет отработать действия войск (сил) при проведении масштабных операций.

## Описание
С 11 по 17 сентября 2018 года в соответствии с планом подготовки Вооружённых сил Российской Федерации на 2018 год под руководством Министра обороны Российской Федерации генерала армии Сергея Шойгу на территории и в морских акваториях Дальнего Востока России, прилегающих акваториях Тихого океана проводились манёвры войск (сил) «Восток-2018».
В ходе них отрабатывались вопросы применения межвидовых войсковых группировок в интересах обеспечения военной безопасности Российской Федерации.
В рамках манёвров войск (сил) «Восток-2018» впервые проведён эксперимент по апробации новых методов боевого применения Воздушно-десантными войсками десантно-штурмового соединения «нового типа». Практика ведения так называемых аэромобильных действий в составе десантно-штурмового соединения, имеющего экспериментальную организационную структуру, оснащенного интегрированными автоматизированными системами управления войсками, новейшим вооружением и специальной техникой, была отработана в ходе розыгрыша основного этапа практических действий войск на полигоне Цугол в Забайкальском крае.
На учения приехал 91 наблюдатель из 57 стран, а также из Военной миссии стран НАТО и Постоянного представительства Евросоюза в РФ.

## Цели
Основными целями маневров являлись проверка уровня подготовленности органов военного управления при планировании и проведении перегруппировок войск (сил) на большие расстояния, организации взаимодействия между сухопутными группировками и силами Военно-морского флота, получение командующими, командирами и штабами практики и совершенствование их навыков в управлении войсками (силами) в ходе подготовки и ведения военных действий. Реальный уровень подготовки объединений, который можно оценить только на учениях соответствующего масштаба. Данные манёвры, проведённые на двусторонней основе, стали высшей формой проверки боевого мастерства, полевой, воздушной и морской выучки войск военных округов.

## Ход учений

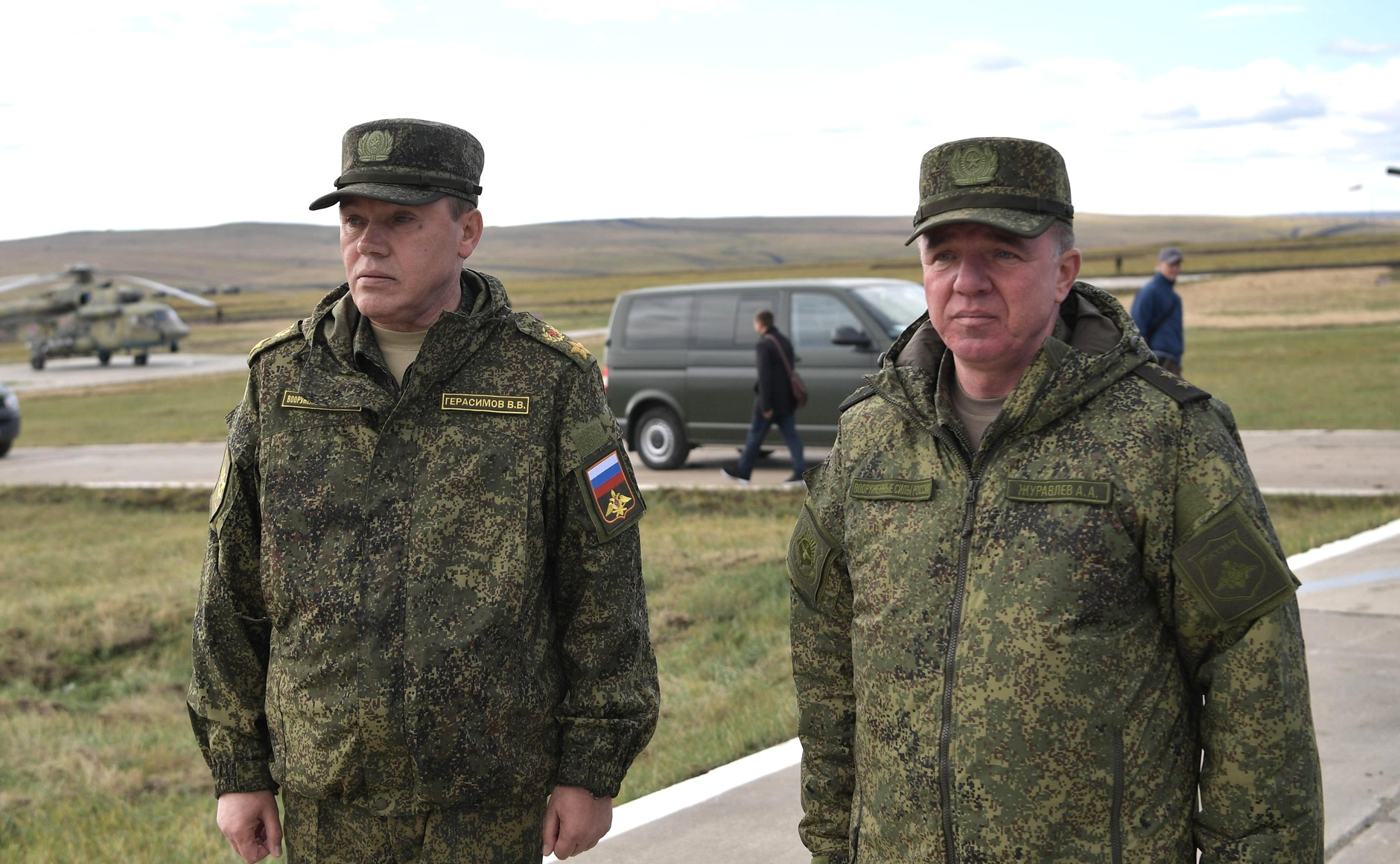
Начальник Генштаба ВС РФ Валерий Герасимов и Командующий войсками ВВО Александр Журавлёв на полигоне Цугол

Маневры прошли в два этапа, в ходе первого завершено развёртывание группировки войск (сил) на Дальнем Востоке, наращивание группировок сил Военно-морского флота в Северной, Дальневосточной морских зонах, отработаны вопросы организации взаимодействия и всестороннего обеспечения военных действий в интересах выполнения поставленных задач. На втором этапе командирами и штабами отработаны вопросы управления межвидовыми группировками войск (сил) с практической отработкой оборонительных и наступательных действий.
Наиболее динамичные боевые действия разыграны на полигоне "Цугол", где три объединения Восточного военного округа совместно с формированиями Народно-освободительной армии Китая и Вооружённых сил Монголии противостояли 2-й и 41-й общевойсковым армиям Центрального военного округа. В совместных действиях войск на полигоне Цугол приняли участие до 25 тыс. российских военнослужащих, было задействовано более 7 тыс. единиц вооружения, военной и специальной техники, около 250 самолетов и вертолетов. В ходе розыгрыша тактических эпизодов применялась робототехника, беспилотные летательные аппараты, проводилась высадка воздушных десантов парашютным способом, отрабатывались действия мобильной бригады и другие тактические приемы. Войска выполняли задачи ведения маневренной обороны, нанесения поражения противнику огнем артиллерийских подразделений и ударами армейской авиации. Отработан переход в контрнаступление с форсированием водной преграды в сложных условиях. По завершении практических действий руководством манёвров проведен полевой смотр войск.

### 12 сентября
В акватории Охотского моря корабельная ударная группа Тихоокеанского флота в составе эскадренного миноносца «Быстрый» и двух ракетных катеров нанесла удар крылатыми ракетами «Москит» по надводной цели. Судно-мишень находилось в дрейфе на расстоянии более 100 километров от кораблей, выполнявших боевое упражнение. По данным объективного контроля, все три крылатые ракеты поразили цель. Безопасность района стрельб обеспечивали более 10 кораблей и судов Тихоокеанского флота, а также самолёты морской авиации.
В ходе розыгрыша одного из этапов практических действий на полигоне «Цугол» экипаж вертолёта Ми-26 принял участие в обеспечении высадки тактического десанта в назначенный район, куда доставил бронеавтомобили «Тигр» и квадроциклы для обеспечения подразделений десантников.
Два стратегических ракетоносца Ту-95МС дальней авиации ВКС в рамках маневров войск (сил) «Восток-2018» совершили плановые полеты над нейтральными водами Баренцева, Чукотского, Восточно-Сибирского морей и Северного Ледовитого океана. В ходе выполнения задач экипажи самолетов Ту-95МС успешно отработали попутную дозаправку топливом в воздухе от воздушного топливозаправщика Ил-78. Авиационное прикрытие ракетоносцев осуществлялось многоцелевыми истребителями Су-35С ВКС.

### 13 сентября
13 сентября на 25 самолётах Ил-76МД воздушный десант был доставлен в район выброски, преодолев расстояние свыше 1 тысячи километров. Более 700 человек личного состава и 51 единица боевых машин десанта БМД-2 были десантированы парашютным способом на полигоне «Цугол». Десантирование проводилось на ранее незнакомую площадку приземления «Булак» (Забайкальский край) с высоты 600 метров при скорости 300 километров в час на парашютных системах Д-10 и «Арбалет-2». После приземления десантники приступили к выполнению задач по захвату полевого аэродрома условного противника, блокированию важных объектов, овладению и удержанию выгодного рубежа при поддержке ударных вертолётов Ка-52, тем самым обеспечивая высокие темпы наступления основных сил коалиционной группировки войск (сил) в ходе розыгрыша практических действий основного этапа маневров. Для обеспечения аэромобильных действий десанта 31-й гв. одшбр были привлечены более 40 вертолётов Ми-8АМТШ, 2 тяжёлых многоцелевых транспортных вертолёта Ми-26 и более 10 вертолётов огневой поддержки Ми-24. В том числе осуществлялась переброска военно-транспортными вертолётами подразделений мобильного резерва, на вооружении которых состоят высокоманевренные специальные транспортные средства. На внешней подвеске вертолётов Ми-8 в заданный район были доставлены автомобили УАЗ-23632, вертолётами Ми-26 было десантировано посадочным способом 8 мотовездеходов, 4 бронеавтомобиля «Рысь», оснащенных птурами «Корнет» и пулемётами «Корд».

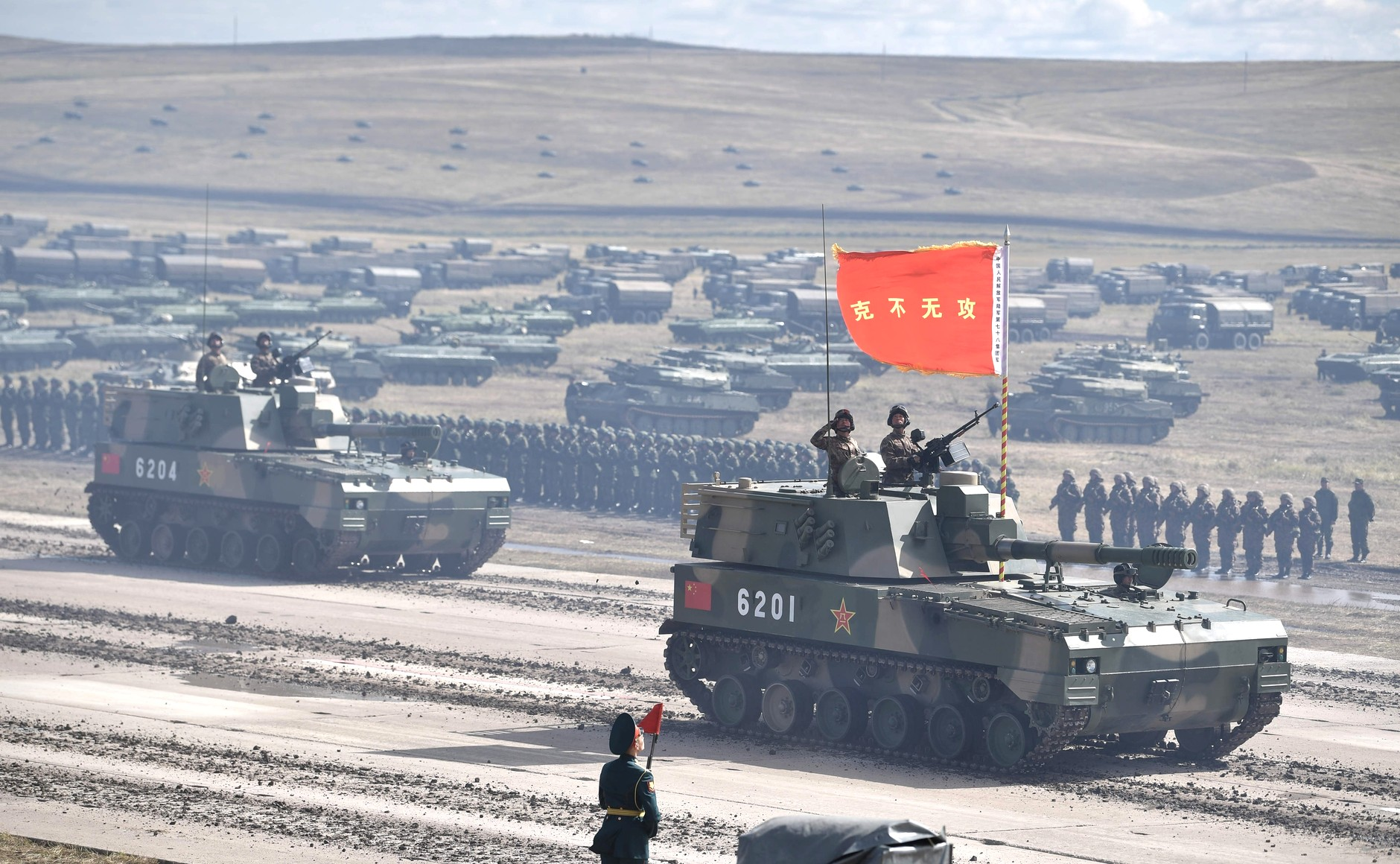
Китайские 122-мм САУ PLZ-07 на совместном военном параде на полигоне Цугол 13 сентября 2018 года..

На полигоне «Цугол» приняла участие рота боевых машин поддержки танков «Терминатор». Подразделение «Терминаторов» действовало в первом эшелоне совместно с подразделениями танкового и мотострелкового соединения Восточного военного округа, уничтожая бронированные цели условного противника из всего комплекса вооружений. В данном эпизоде содействие российским мотострелковым и танковым подразделениям оказали мотопехотная бригада Народно-освободительной армии Китая и пехотный взвод Вооружённых сил Монголии. В соответствии с планом операции, российские и китайские артиллеристы одновременно нанесли огневой удар с помощью реактивных систем залпового огня «Ураган» артиллерийских соединений Восточного военного округа и реактивный дивизион Тип 81 мотопехотной бригады НОАК. После выполнения задачи по уничтожению важных целей условного противника артиллерийские подразделения совершили противоогневой маневр и приступили к дальнейшему уничтожению сосредоточенным огнем его опорных пунктов. В завершающей фазе огневого налёта задействовались огневые средства гаубичных артиллерийских дивизионов «Мста-Б» и «Акация» артиллерийской и мотострелковой бригад Восточного военного округа, применивших высокоточные боеприпасы «Краснополь» с использованием целеуказаний, полученных от беспилотного летательного аппарата «Гранат-4».
В рамках розыгрыша практических действий войск на полигоне «Цугол» для нанесения группового авиационного удара было привлечено свыше сорока ударных самолетов бомбардировочной, истребительной, штурмовой и армейской авиации. В выполнении задачи по нанесению авиаудара были задействованы экипажи дальних сверхзвуковых ракетоносцев-бомбардировщиков Ту-22М3, многофункциональных истребителей-бомбардировщиков Су-34, тактических фронтовых бомбардировщиков Су-24М, штурмовиков Су-25СМ. Авиация нанесла бомбовые удары по огневым позициям, пунктам управления, защищенным объектам, опорным пунктам и резервам условного противника. Действия ударных самолётов в воздухе прикрывали многофункциональные сверхманевренные истребители поколения 4++ Су-30СМ. Авиационное поражение условного противника осуществлялялось с использованием разведывательно-ударного комплекса разведки, управления и связи КРУС «Стрелец» и беспилотных летательных аппаратов «Орлан-10».
Группы разграждения инженерно-саперных подразделений проделали проходы в минно-взрывных заграждениях условного противника с применением самоходных реактивных установок разминирования УР-77 «Метеорит», боевых машин разминирования БМР-3М, а также мобильных робототехнических комплексов «Уран-6». Всего для выполнения задачи задействовалось десять групп штурма и разграждения от отдельного мотострелкового и отдельного инженерно-сапёрного соединений Восточного военного округа. Действия мотострелков и сапёров прикрывали робототехнические комплексы «Уран-9».
В ходе манёвров войск (сил) «Восток-2018» подразделения Войск РХБ защиты уничтожили условного противника из тяжёлых огнемётных систем ТОС-1А «Солнцепёк» и пехотных огнемётов «Шмель» для поддержки действий тактических групп штурма и разграждения на этапе подготовки к переходу к совместному наступлению российских и китайских подразделений. Военнослужащие частей и соединений РХБ защиты Восточного военного округа и частей центрального подчинения поставили свыше 60 квадратных километров площадных завес. На девяти полигонах ВВО подразделения РХБ защиты для снижения заметности командных пунктов и огневых позиций при помощи термодымовой аппаратуры осуществляли постановку дымовых завес в районах передвижения общевойсковых подразделений, а также стратегически важных объектов инфраструктуры наземной группировки войск. Постановка площадных аэрозольных завес выполнялась как в статическом положении, так и в движении с использованием дымовых машин ТДА-3К и комплектов радиоэлектронных средств управления аэрозольными полями (рубежами) РПЗ-8х, предназначенных для дистанционного приведения в действие дымовых шашек и других средств, имеющих электрический запуск. Такая защита была направлена на снижение эффективности наземной, воздушной и космической разведки условного противника.

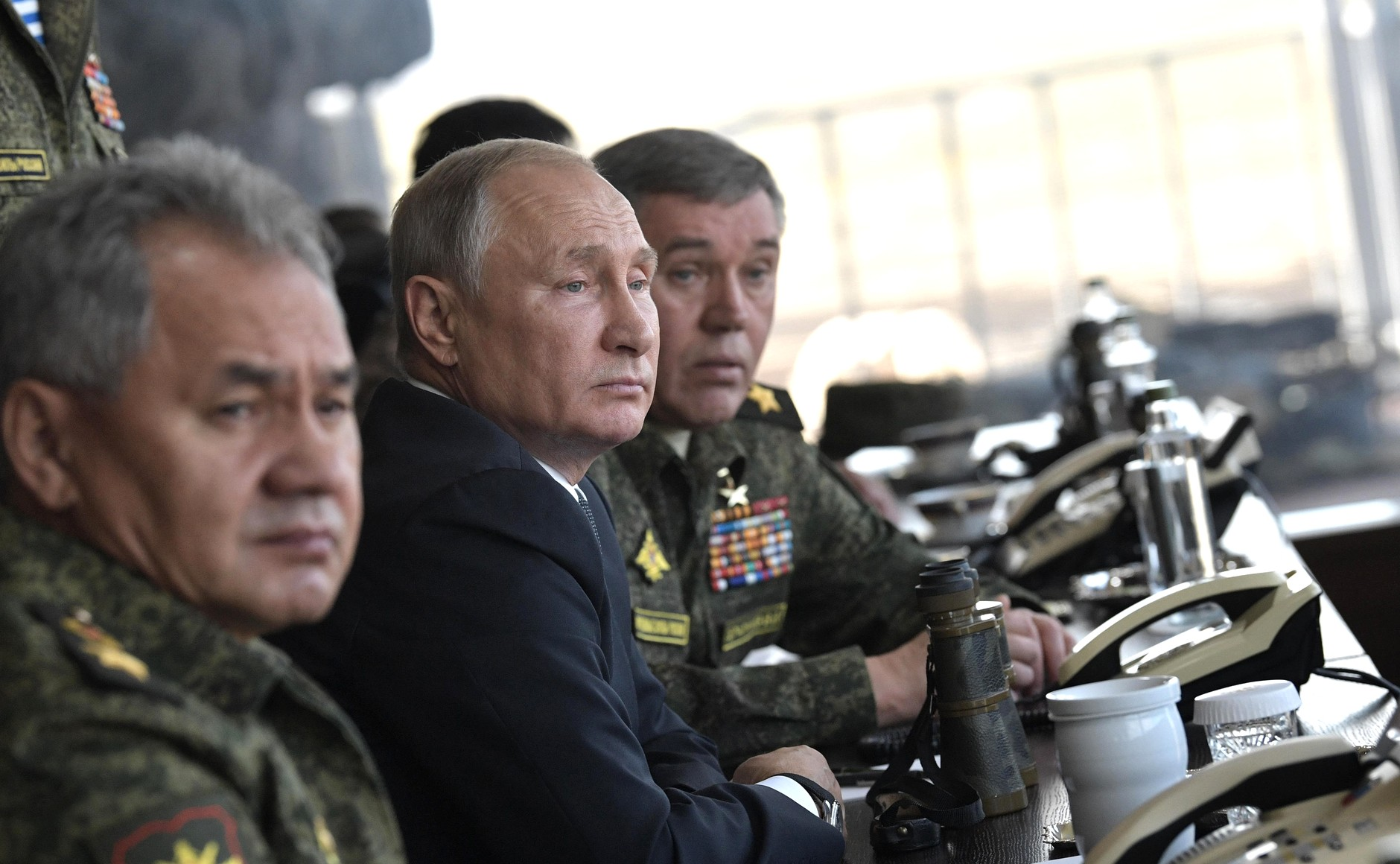
Владимир Путин наблюдает за ходом манёвров «Восток-2018»
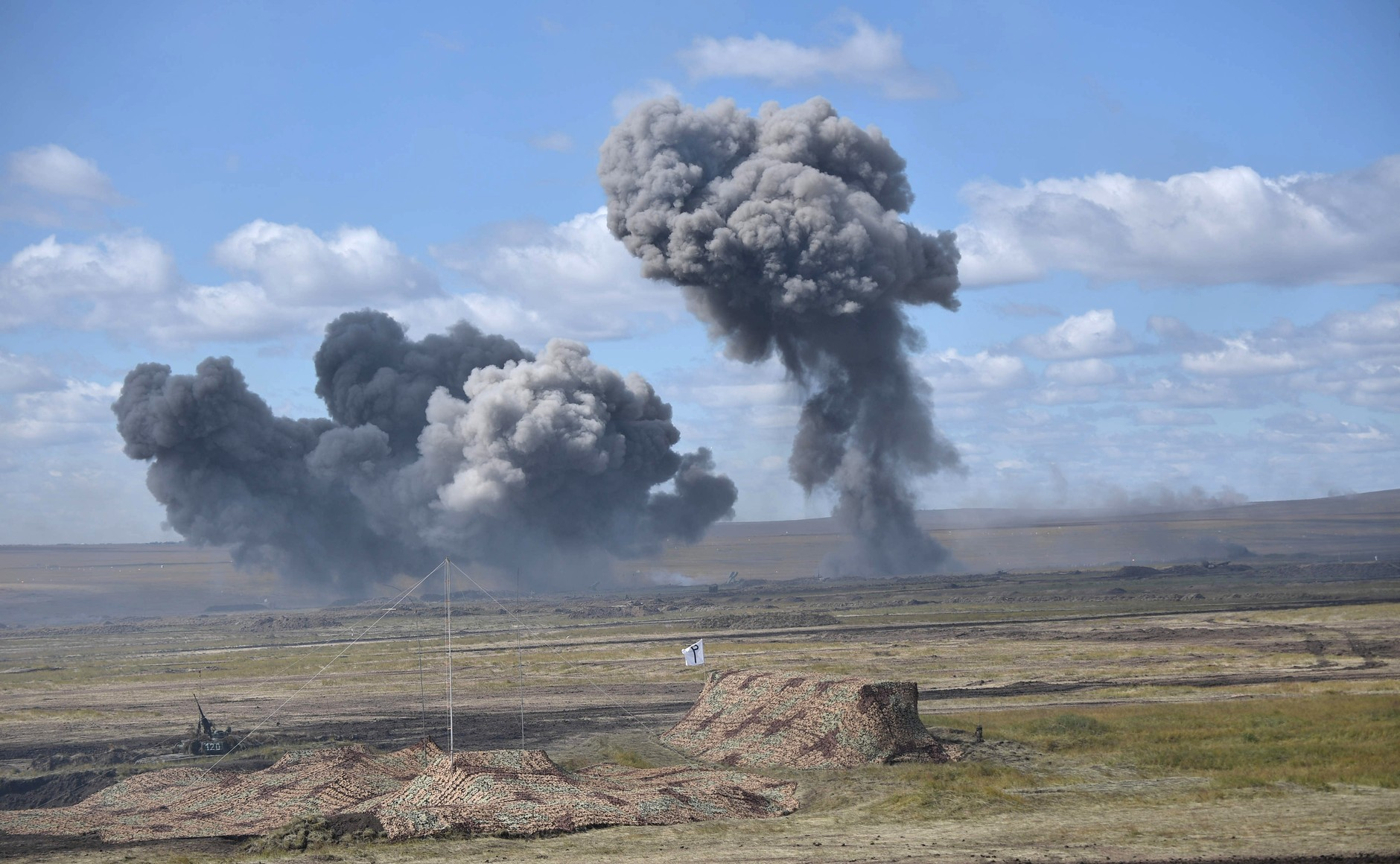
Военные манёвры «Восток-2018» на полигоне Цугол
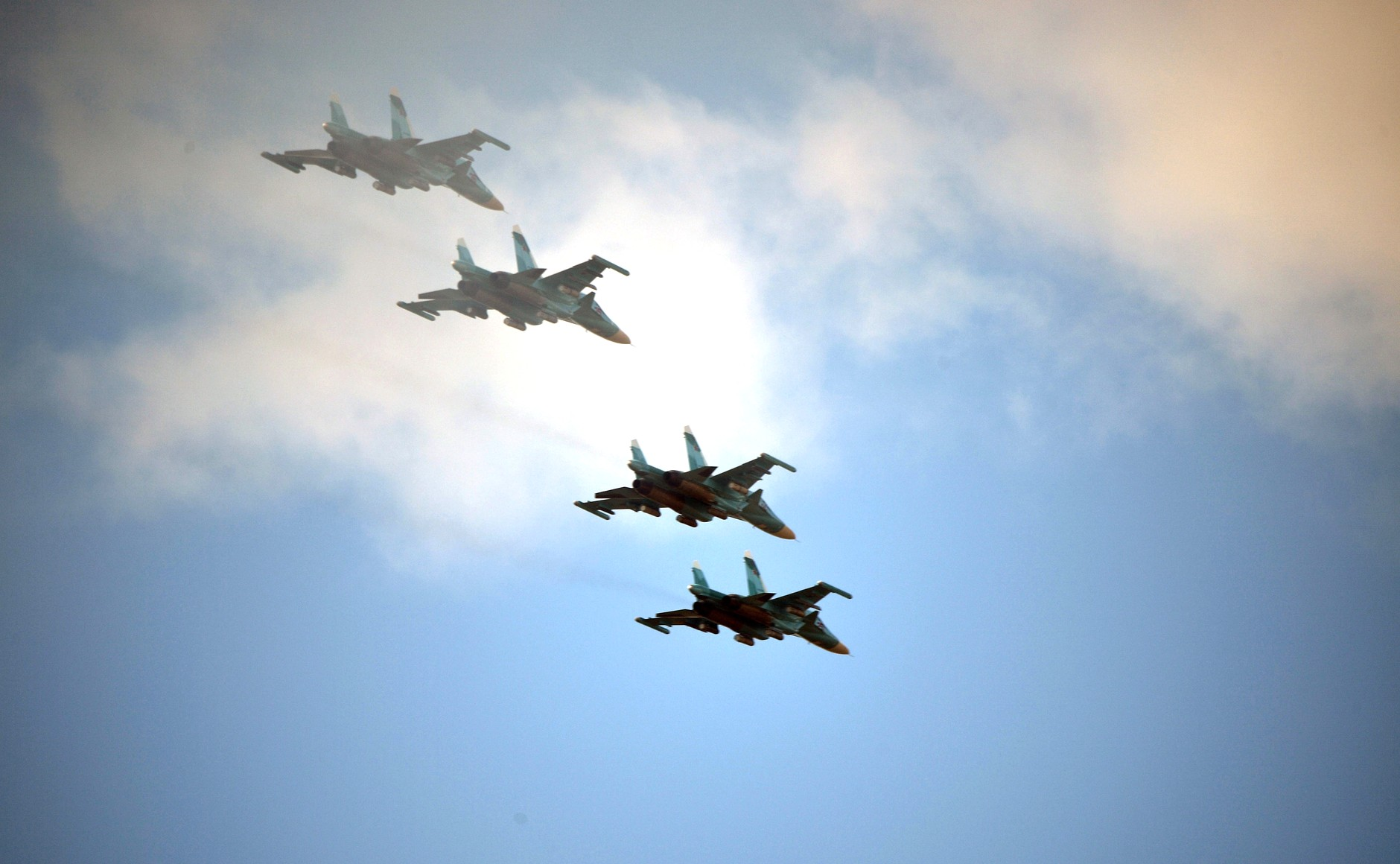
Военные манёвры «Восток-2018» на полигоне Цугол
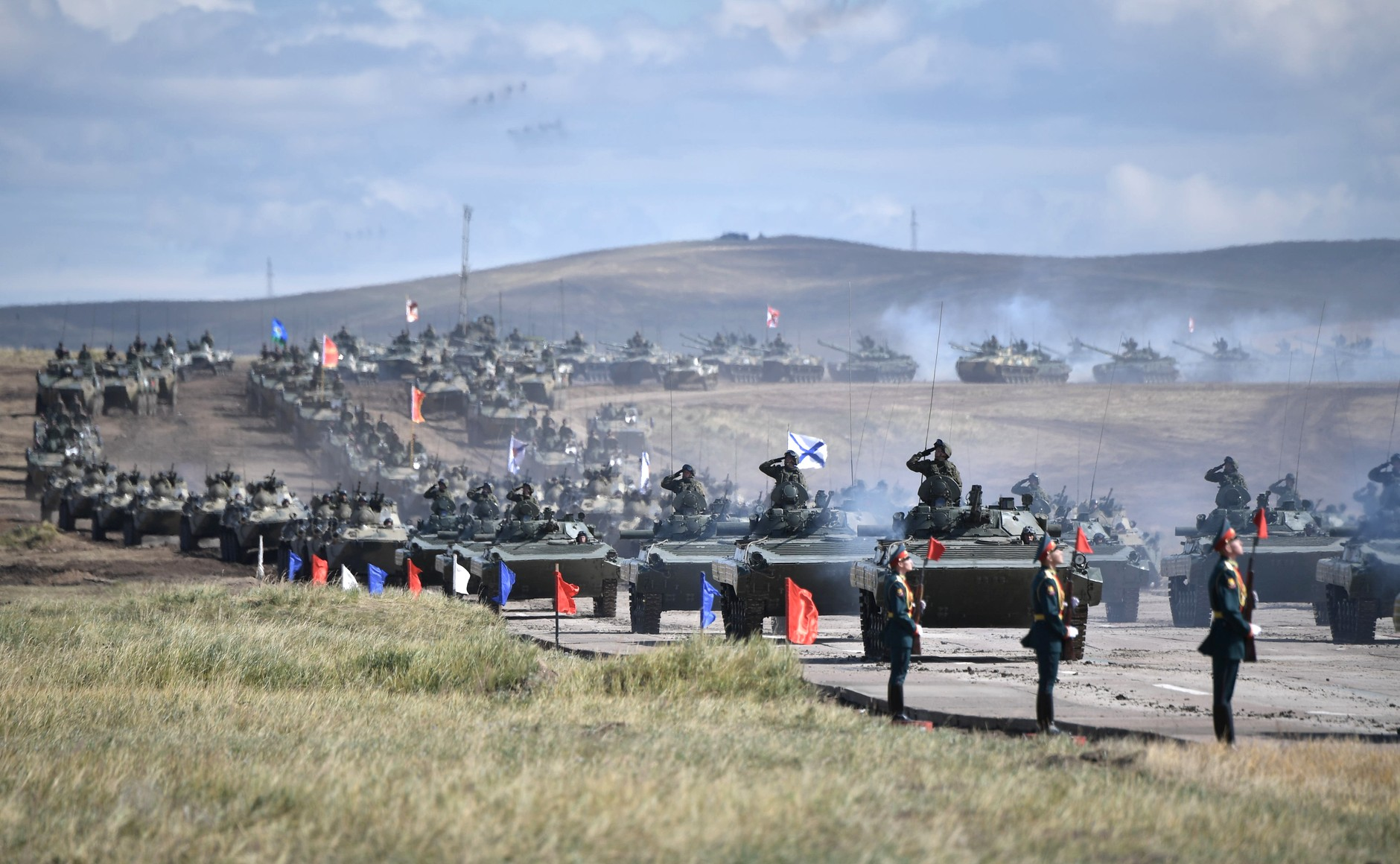
Полевой смотр войск по окончании этапа манёвров

13 сентября полигон Цугол в Забайкальском крае посетил Верховный Главнокомандующий Вооружёнными Силами России Владимир Путин, который с командного пункта наблюдал за ходом основного этапа манёвров «Восток-2018». Владимир Путин присутствовал на полевом смотре войск, а по окончании учений вручил награды военнослужащим России, Китая и Монголии, отличившимся в ходе маневров.
На полигоне прошёл совместный военный парад российских, монгольских и китайских войск. Парад принимали командующий войсками Восточного военного округа генерал-полковник Александр Журавлёв, командующий Северным военным округом НОАК генерал-лейтенант Ли Чао Мин и командир специальной мотострелковой бригады Монголии бригадный генерал Лхатвасурэн Гансэлэн.

### 14 сентября
В рамках одного из эпизодов розыгрыша тактических действий проведения масштабных маневров «Восток-2018» в Хабаровском крае на полигоне «Бикинский» мотострелковое соединение 5-й общевойсковой армии Восточного военного округа в ходе проведения активных оборонительных действий остановило наступление условного противника. Подразделения войсковой противовоздушной обороны отразили налёт авиации условного противника, задействовав расчёты зенитных самоходных установок ЗСУ-23-4 «Шилка» и расчеты переносных зенитных ракетных комплексов «Игла». Артиллерийские подразделения, вооружённые реактивными системами залпового огня «Град», совершив манёвр, нанесли огневое поражение противнику. Находясь в обороне, военнослужащие будут выполнили задачи по нанесению максимальных потерь условному противнику и нарушению его боевых порядков для перехода в контратаку. В розыгрыше практических действий на полигоне «Бикинский» было задействовано более 200 единиц военной и специальной техники и более 1700 военнослужащих.
На одном из полигонов в Хабаровском крае военные инженеры навели мосты и понтонные переправы, восстановили разрушенные дороги, оборудовали переходы через завалы в одном из условно затопленных районов, провели эвакуацию «населения», а также очистили местность от объектов, имитировавших взрывоопасные предметы, радиоактивные и химические отходы. Для условно «пострадавших» был развернут благоустроенный полевой лагерь, организовано водо- и энергообеспечение. В практических действиях было задействовано более 350 военнослужащих и около 80 единиц военной и специальной техники, в том числе комплект понтонно-мостового парка, инженерные машины разграждения ИМР-2, котлованные машины МДК-3, плавающие транспортёры ПТС, экскаваторы и краны. Также инженерные подразделения Восточного военного округа отработали практические действия по наведению 30-метрового моста на «поврежденном участке» дороги в Забайкальской области, тем самым обеспечив беспрепятственное совершение марша в указанные районы танковых и мотострелковых подразделений. С этой целью военные инженеры задействовали 3 комплекта тяжёлых механизированных мостов ТММ-3.
В ходе розыгрыша одного из этапов практических действий войсками РХБ защиты была получена задача на ликвидацию последствий химического заражения в результате разлива нескольких железнодорожных цистерн с ядовитыми химическими веществами. Военнослужащие частей и соединений РХБ защиты Восточного военного округа и частей центрального подчинения совместно с силами специальной авиации с установленными на борту приборами химразведки осуществили выявление границ заражения и обозначение опасного района. Обнаруженные источники заражения были изъяты для проведения анализа. После этого подразделения специальной обработки «обезвредили» местность, подвергшуюся заражению.
Оперативно-тактическая авиация Восточного военного округа нанесла авиационный удар по объектам условного противника на полигоне Мухор-Кондуй под Читой в рамках розыгрыша эпизода манёвров «Восток-2018». В ходе выполнения полетных заданий лётчики выполнили пуски неуправляемых авиационных ракет и бомбометание авиабомб различного калибра. Экипажи самолетов истребительной, бомбардировочной и штурмовой авиации Су-30СМ, Су-34, Су-24М и Су-25 уничтожили мишени, обозначающие батарею артиллерийских орудий, колонну танков и мотопехотную роту условного противника на марше. Координаты целей летный состав получал в воздухе от экипажей самолетов-разведчиков Су-24МР. Всего в выполнении задач было задействовано более 30 самолетов оперативно-тактической авиации Восточного военного округа.
Моряки Тихоокеанского флота провели морскую операцию по проводке и сопровождению отряда кораблей и судов в акватории Охотского моря. Задачи по сопровождению отряда кораблей флота в составе больших десантных кораблей, десантных катеров и госпитального судна «Иртыш» на переходе морем выполнили флагман Тихоокеанского флота ордена Нахимова гвардейский ракетный крейсер «Варяг», эскадренный миноносец «Быстрый», большие и малые противолодочные корабли. Экипажи кораблей охранения отработали учебно-боевые действия по организации всех видов обороны отряда, провели совместное тактическое маневрирование и тренировки по связи. В выполнении задач по прикрытию отряда кораблей с воздуха были задействованы палубные противолодочные вертолёты Ка-27. Всего в проведении операции приняли участие свыше 15 боевых кораблей и судов обеспечения Тихоокеанского флота.
Подразделения арктической мотострелковой бригады Северного флота совершили марш по территории Чукотского полуострова от берега Северного Ледовитого океана до Тихоокеанского побережья на штатной технике, предназначенной для действий в условиях Крайнего Севера. Марш был выполнен по маршруту мыс Ванкарем — посёлок Эгвекинот на расстояние более 270 километров по бездорожью на двухзвенных снегоболотоходах ДТ-10П в течение двух суток. В ходе марша военнослужащими Северного флота отрабатывалась тактика рейдовых действий по поиску и уничтожению разведывательно-диверсионных групп условного противника. На отдельных этапах марша были выполнены боевые стрельбы из стрелкового оружия и крупнокалиберных пулемётов по подготовленным мишенным позициям.
В ходе розыгрыша этапа практических действий войск на полигоне Цугол в действиях по отражению налета авиации условного противника был задействован самолет дальнего обнаружения и управления А-50У. Экипаж и боевой расчёт воздушного комплекса выполнили задачи дежурства в воздухе, обнаружения воздушных целей и передачи их координат истребителям МиГ-31, Су-35С, Су-30СМ дежурных сил противовоздушной обороны Восточного военного округа.

### 15 сентября
Экипажи дальних бомбардировщиков Ту-22М3 Воздушно-космических сил выполнили бомбометание на авиационном полигоне в Забайкальском крае, уничтожив объекты аэродрома условного противника. Лётчики дальней авиации поразили мишени, обозначающие стоянки авиационной техники, самолеты на взлётно-посадочной полосе, укрытия авиатехники, склады и командно-диспетчерский пункт аэродрома условного противника. В ходе бомбометания использовались авиационные бомбы массой до 500 килограммов. Всего в полётах было задействовано более 10 экипажей дальних бомбардировщиков Ту-22М3 Воздушно-космических сил.
Отряд боевых кораблей и судов обеспечения Северного флота провёл в Охотском море учение по противолодочной обороне. В ходе учения экипаж большого противолодочного корабля «Вице-адмирал Кулаков», входящего в состав отряда, отработал комплекс мероприятий по поиску подводных лодок с помощью бортового гидроакустического вооружения, а также с применением противолодочного вертолёта Ка-27ПЛ. В ходе полёта экипаж вертолёта произвел поисковые действия с использованием опускаемой гидроакустической станции. На отдельных этапах учения были проведены тренировки боевых расчетов минно-торпедной боевой части корабля по условному принуждению подводной лодки к всплытию, а также по условному применению всего комплекса противолодочного вооружения. Также, экипаж БПК также выполнил учебные задачи по обороне корабля от атаки условной подводной лодки с выполнением элементов противолодочного маневрирования.
Во время розыгрыша практических действий звено самолётов Су-30СМ, выполнявших роль условного противника, приблизились к зоне ответственности подразделений противовоздушной обороны ВВО и не отвечали на запросы наземных служб. На перехват «самолётов-нарушителей» были подняты дежурные силы в составе экипажей истребителей МиГ-31 и Су-35С. Получив в воздухе координаты «нарушителей», экипажи дежурных сил выполнили условные пуски ракет, после чего отработали с экипажами самолетов Су-30СМ элементы ближнего маневренного воздушного боя.

### 17 сентября
В Забайкалье на полигоне Цугол по завершении совместных маневров России и Китая «Восток-2018» состоялся большой концерт с участием с художественных коллективов ВВО, Центрального дома Российской армии имени М. В. Фрунзе и артистов концертной бригады ансамбля песни и пляски Народно-освободительной армии Китая. В репертуар насыщенной программы творческих коллективов двух стран были включены музыкальные композиции и театрализованные номера военно-патриотической направленности. Особое внимание зрителей заслужили песни на китайском языке, исполненные артистами ансамбля песни и пляски округа, в свою очередь один из певцов творческого коллектива НОАК исполнил знаменитую песню группы Любэ «Комбат». В завершении концертной программы художественные коллективы двух стран исполнили песню «Катюша» на русском и китайском языках. Затем заместитель командующего войсками Восточного военного округа по работе с личным составом генерал-майор Сергей Долотин поблагодарил художественные коллективы за концерт и вручил его участникам сувениры и цветы.
По завершении практических действий проведён полевой смотр войск.

## Место
Основные действия войск (сил) проходили на общевойсковых полигонах Восточного военного округа «Цугол», «Бамбурово», «Радыгино», «Успеновский», «Бикинский», а также на полигонах ВВС и ПВО «Литовко», «Новосельское», «Телемба» и «Бухта Анна», в акваториях Берингова и Охотского морей, Авачинского и Кроноцкого заливов.
К участию в манёврах привлекались органы военного управления, войска (силы) Восточного и Центрального военных округов, силы Северного флота, соединения Воздушно-десантных войск, дальней и военно-транспортной авиации Воздушно-космических сил.

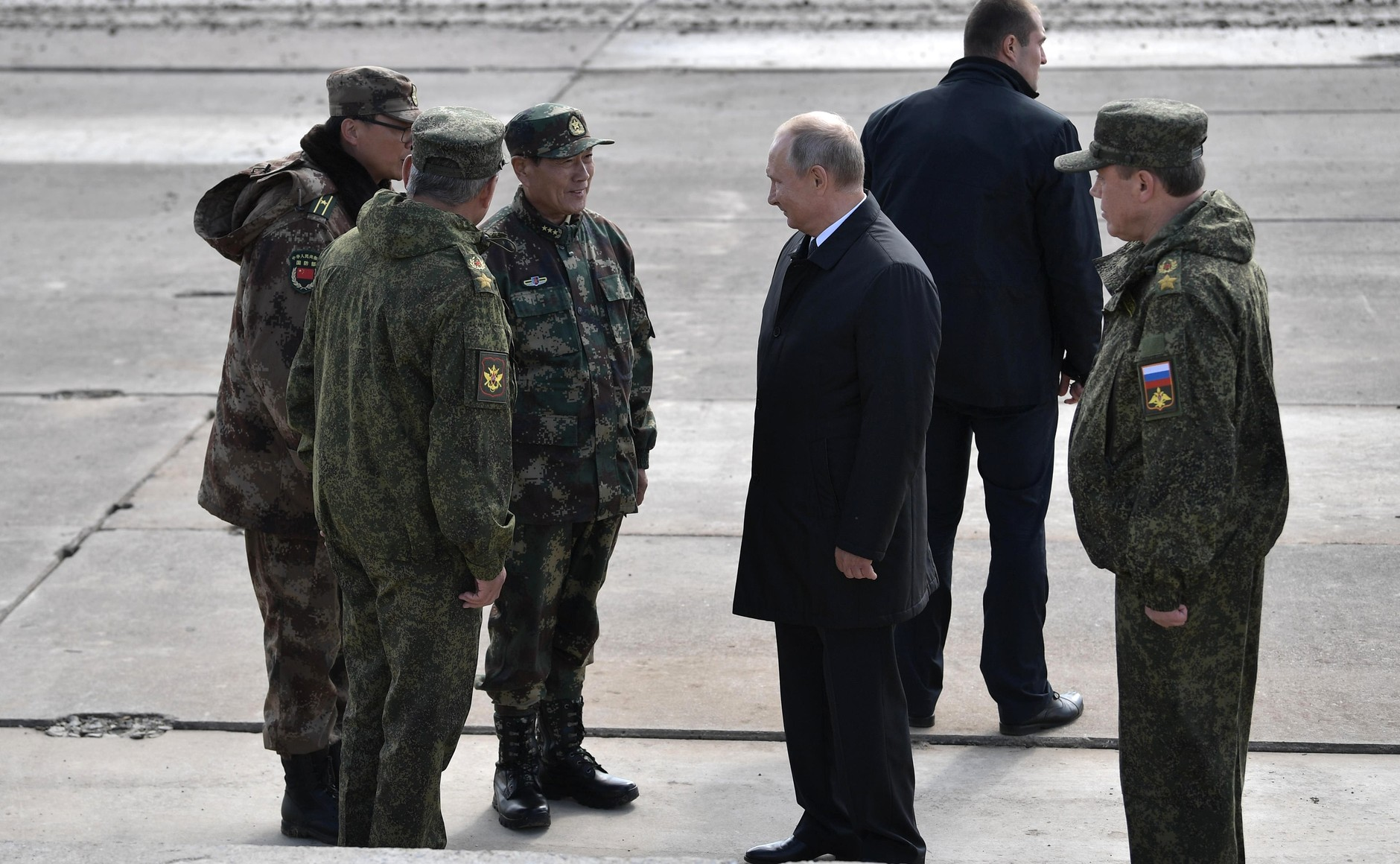
Владимир Путин с министром обороны КНР Вэй Фэнхэ.
Цугол, 13 сентября 2018 года

В розыгрыше совместных практических действий на полигоне «Цугол» приняли участие воинские формирования Народно-освободительной армии Китая и Вооружённых сил Монголии.
Действия войск (сил) в ходе манёвров проводились в соответствии с положениями Соглашения между Российской Федерацией, Республикой Казахстан, Киргизской Республикой, Республикой Таджикистан и Китайской Народной Республикой об укреплении доверия в военной области в районе границы от 26 апреля 1996 года.

## Задействованные силы
Всего к манёврам было привлечено около 300 тыс. российских военнослужащих, более 1 тыс. самолётов, вертолётов и беспилотных летательных аппаратов, до 36 тыс. танков, бронетранспортёров и других машин, до 80 кораблей и судов обеспечения. В основном розыгрыше, который состоится на полигоне Цугол Восточного военного округа, принял участие воинский контингент Народно-освободительной армии Китая (НОАК) численностью до 3,5 тыс. человек. Всего в рамках проводимых манёвров прибыло железнодорожным транспортом около 30 воинских эшелонов, которые доставили свыше 400 единиц боевой и специальной техники НОАК. Также в учениях принял участие военный контингент Вооружённых сил Монголии.

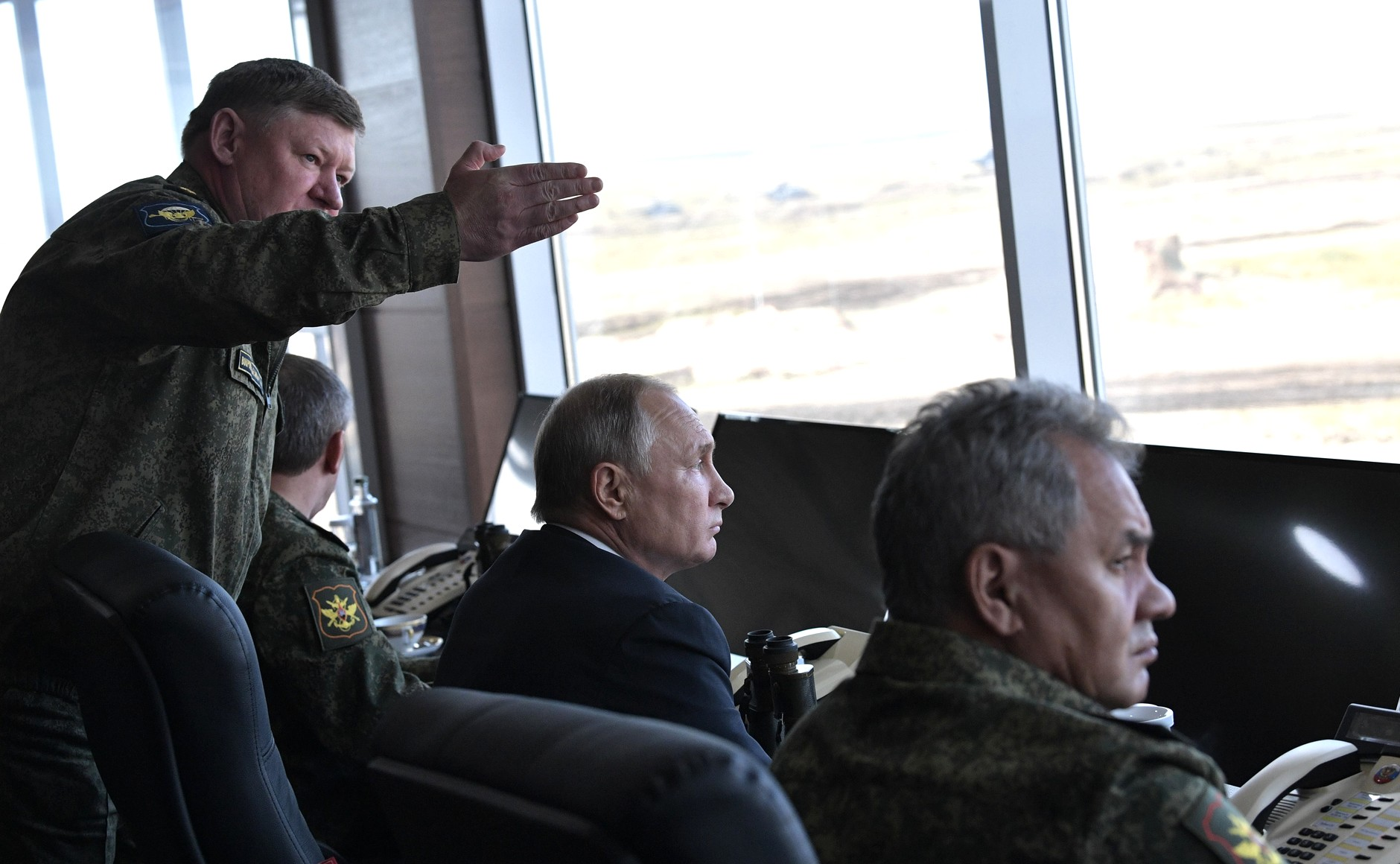
Командующий ВДВ Андрей Сердюков (слева) с Владимиром Путиным и Сергеем Шойгу
на полигоне Цугол

В манёврах «Восток-2018» приняло участие более 6 тыс. военнослужащих из трёх соединений и двух отдельных воинских частей Воздушно-десантных войск. Воздушно-десантные войска на манёврах войск (сил) «Восток-2018» были представлены оперативно-тактической группировкой, в состав которой вошли подразделения трёх десантно-штурмовых соединений: 31-я гв. одшбр из Ульяновска, 11-я гв. одшбр из Улан-Удэ и 83-я гв. одшбр из Уссурийска. Также в манёврах принял участие личный состав и специальная техника 38-го отдельного отдельного гвардейского полка связи ВДВ, дислоцирующегося в Подмосковье. В ходе отработки практических действий войск было задействовано свыше 900 единиц бронированной и колесной техники «Крылатой гвардии». Впервые в рамках крупномасштабных манёвров десантники применили новые образцы военной техники, недавно поступившей на вооружение 31-й и 11-й отдельных гвардейских десантно-штурмовых бригад, такие, как БМД-4М, БТР-МДМ, СТС «Рысь», пикап «Патриот» с ПТРК «Корнет» и крупнокалиберным пулемётом «Корд». Кроме того, для ведения разведки с воздуха в районах розыгрышей практических действий работало около 10 расчётов БЛА «Элерон-3» и «Орлан-10» подразделений беспилотных летательных аппаратов ВДВ.
Переброска группировки Воздушно-десантных войск, задействованных в маневрах «Восток-2018», на территорию Забайкальского края осуществлялась комбинированным способом, как воздушным, так и железнодорожным транспортом.
Со стороны МТО для обеспечения манёвров войск (сил) «Восток-2018» развёртывалось более 80 складов с горючим и боеприпасами на востоке России, а также 100 продовольственных пунктов. На полигонах развёртывалось и выполняли задачи полевые склады для хранения и выдачи ракет и боеприпасов, пункты ремонта и технического обслуживания, а также свыше 80 полевых пунктов заправки горючим. В интересах войск на полигоне Цугол (Забайкалье) развёрнули район массовой заправки техники с применением современных средств заправки и подвоза горючего, а для организации питания действовало более 100 полевых продовольственных пунктов. В учебных целях на полигоне Цугол развертывался комплексный район восстановления, в котором одновременно задействовалось более 2 тыс. специалистов ремонтно-восстановительных органов, а также выездные ремонтные бригады от предприятий промышленности.
В маневрах принимало участие более 1,5 тыс. военнослужащих и до 300 единиц вооружения и техники Войск РХБ защиты, включая мобильные лаборатории, машины радиационной химической разведки РХМ-6, радиационно-поисковые машины РПМ-2 и робототехнику, а также мобильные диагностические группы научно-исследовательских организаций войск химзащиты по ликвидации последствий радиоактивного и химического заражения местности.